# ارکستر نوای آفتاب
ارکستر نوای آفتاب از ارکسترهای خصوصی و فعال در ایران است.
رهبر و سرپرست و موسس  این ارکستر امین سالمی است که از سال 1387 در ایران  ارکستر های مختلفی  تاسیس و یا رهبری کرده است

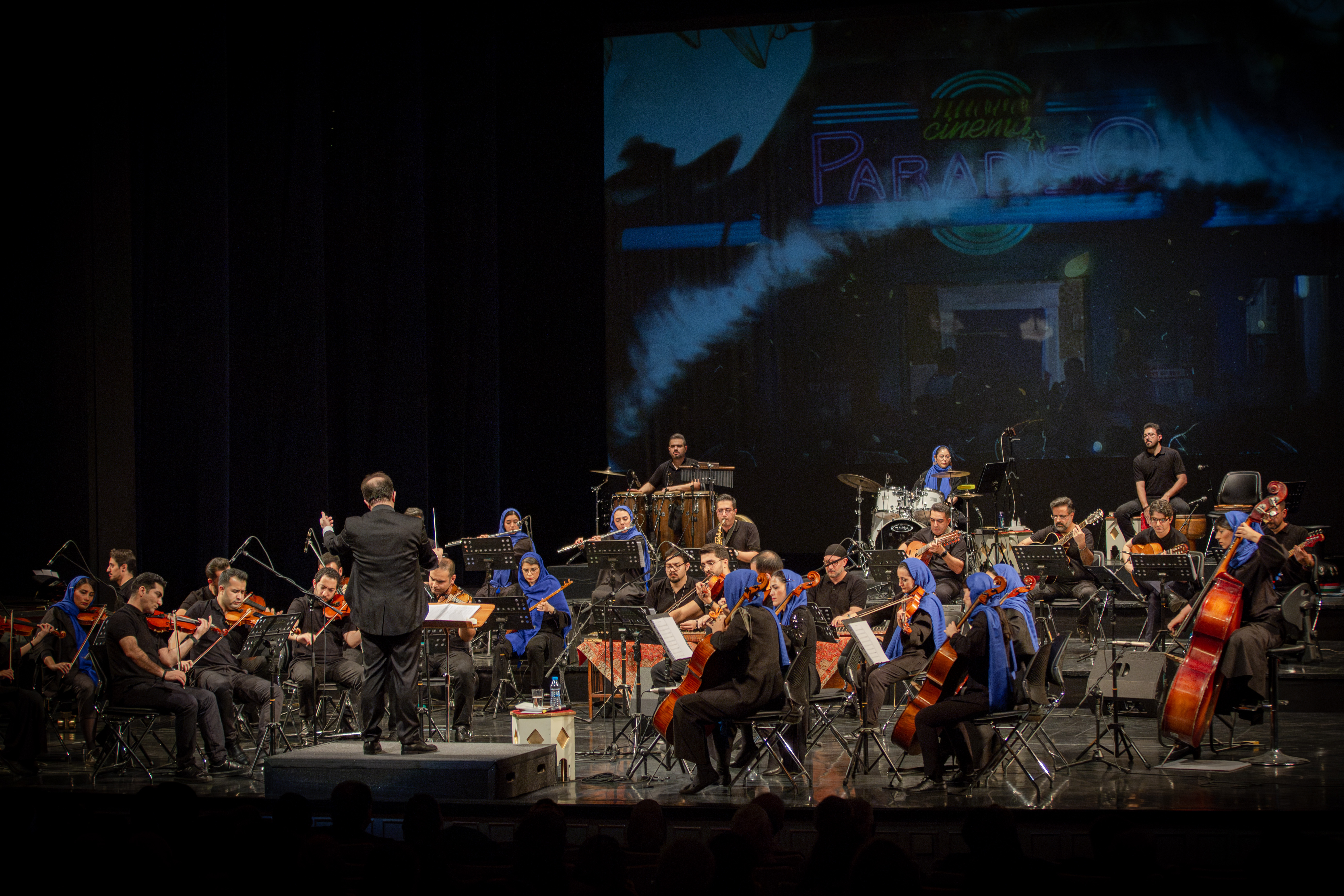
تالار وحدت ۱۴۰۳

## زندگی‌نامه
نوای آفتاب در سال ۱۴۰۲ خورشیدی توسط امین سالمی رهبر و سرپرست ارکستر در تهران تأسیس شد و از دفتر موسیقی وزارت فرهنگ و ارشاد اسلامی مجوز فعالیت دریافت کرد. این ارکستر در ادامه مسیر ارکستر آکادمیک تهران بود که از سال ۱۳۸۷ تا ۱۳۹۴ توسط امین سالمی تأسیس شده بود و به اجرای کنسرت‌های متنوع در تهران پرداخت اما در سال ۱۳۹۴ این ارکستر تعطیل شد.

## اجراها
- ۱۴۰۲ مرداد و شهریور - کنسرت ارکستر نوای آفتاب (تالار رودکی ۳ اجرا - تالار وحدت ۲ اجرا - وزارت کشور ۱ اجرا)[۳]
- ۱۴۰۲ آبان - کنسرت ارکستر نوای آفتاب - ۵۰ سال عاشقانه‌های موسیقی ایران - رویال هال اسپیناس پالاس - ۲ اجرا[۴]
- ۱۴۰۳ خرداد - کنسرت ارکستر نوای آفتاب - برگزیده برترین موسیقی فیلم‌های تاریخ ایران و جهان (۱)- برج میلاد - ۲ اجرا[۵]
- ۱۴۰۳ مهر - کنسرت ارکستر نوای آفتاب - برگزیده برترین موسیقی فیلم‌های تاریخ ایران و جهان (۲)- تالار وحدت - ۱ اجرا[۶]
- ۱۴۰۳ مهر - کنسرت ارکستر نوای آفتاب - برگزیده برترین موسیقی فیلم‌های تاریخ ایران و جهان (۳)- تالار وحدت - ۱ اجرا[۷]
- ۱۴۰۳ مهر - کنسرت ارکستر نوای آفتاب - اجرای آثار استاد همایون خرم و بابک زرین - خواننده محمدرضا منصوری - برج میلاد - ۲ اجرا[۸]
- ۱۴۰۳  آذر- کنسرت ارکستر نوای آفتاب -  اجرای موسیقی فیلم و انیمیشن - سفر به دهه شصت - برج میلاد - 2 سانس [۹]
- ۱۴۰۳  بهمن- کنسرت ارکستر نوای آفتاب - برگزیده موسیقی فیلم های جهان - تالار وحدت - 1 سانس [۱۰]

## کنسرت ها و قطعات اجرا شده
| سال اجرا            | نام قطعه      | آهنگساز      | تنظیم کننده | خواننده      | محل اجرا                               | تهیه کننده                             |
| ------------------- | ------------- | ------------ | ----------- | ------------ | -------------------------------------- | -------------------------------------- |
| ۱۴۰۲ مرداد و شهریور | صبح تیره      | امین سالمی   | امین سالمی  | مهیارشادروان | تالار رودکی تالار وحدت سالن وزارت کشور | معاونت هنری وزارت فرهنگ و ارشاد اسلامی |
| ۱۴۰۲ مرداد و شهریور | خلوتگه خورشید | امین سالمی   | امین سالمی  | مهیارشادروان | تالار رودکی تالار وحدت سالن وزارت کشور | معاونت هنری وزارت فرهنگ و ارشاد اسلامی |
| ۱۴۰۲ مرداد و شهریور | آفتاب خوبان   | امین سالمی   | امین سالمی  | مهیارشادروان | تالار رودکی تالار وحدت سالن وزارت کشور | معاونت هنری وزارت فرهنگ و ارشاد اسلامی |
| ۱۴۰۲ مرداد و شهریور | هوای پرواز    | امین سالمی   | امین سالمی  | مهیارشادروان | تالار رودکی تالار وحدت سالن وزارت کشور | معاونت هنری وزارت فرهنگ و ارشاد اسلامی |
| ۱۴۰۲ مرداد و شهریور | شهیدان خدایی  | امین سالمی   | امین سالمی  | مهیارشادروان | تالار رودکی تالار وحدت سالن وزارت کشور | معاونت هنری وزارت فرهنگ و ارشاد اسلامی |
| ۱۴۰۲ مرداد و شهریور | کاروان        | مرتضی محجوبی | امین سالمی  | مهیارشادروان | تالار رودکی تالار وحدت سالن وزارت کشور | معاونت هنری وزارت فرهنگ و ارشاد اسلامی |

| سال اجرا  | نام قطعه     | آهنگساز          | تنظیم کننده                | خواننده    | محل اجرا                  | تهیه کننده                      |
| --------- | ------------ | ---------------- | -------------------------- | ---------- | ------------------------- | ------------------------------- |
| ۱۴۰۲ آبان | آیریلیق      | موسیقی آذری      | امین سالمی و فیروز ویسانلو | بی کلام    | اسپیناس پالاس - رویال هال | امین سالمی موسسه نوای آفتاب مهر |
| ۱۴۰۲ آبان | لاچین        | موسیقی آذری      | امین سالمی و فیروز ویسانلو | بی کلام    | اسپیناس پالاس - رویال هال | امین سالمی موسسه نوای آفتاب مهر |
| ۱۴۰۲ آبان | ساغر هستی    | جمشید شیبانی     | امین سالمی و فیروز ویسانلو | بی کلام    | اسپیناس پالاس - رویال هال | امین سالمی موسسه نوای آفتاب مهر |
| ۱۴۰۲ آبان | بیداد زمان   | پرویز یاحقی      | امین سالمی و فیروز ویسانلو | امیر رفعتی | اسپیناس پالاس - رویال هال | امین سالمی موسسه نوای آفتاب مهر |
| ۱۴۰۲ آبان | بی سرانجام   | ویگن             | امین سالمی و فیروز ویسانلو | امیر رفعتی | اسپیناس پالاس - رویال هال | امین سالمی موسسه نوای آفتاب مهر |
| ۱۴۰۲ آبان | گل سرخ       | پرویز مقصودی     | امین سالمی و فیروز ویسانلو | امیر رفعتی | اسپیناس پالاس - رویال هال | امین سالمی موسسه نوای آفتاب مهر |
| ۱۴۰۲ آبان | قصه دلها     | انوشیروان روحانی | امین سالمی و فیروز ویسانلو | امیر رفعتی | اسپیناس پالاس - رویال هال | امین سالمی موسسه نوای آفتاب مهر |
| ۱۴۰۲ آبان | ایران        | محمد سریر        | امین سالمی و فیروز ویسانلو | امیر رفعتی | اسپیناس پالاس - رویال هال | امین سالمی موسسه نوای آفتاب مهر |
| ۱۴۰۲ آبان | سلام عاشقانه | همایون خرم       | امین سالمی و فیروز ویسانلو | امیر رفعتی | اسپیناس پالاس - رویال هال | امین سالمی موسسه نوای آفتاب مهر |
| ۱۴۰۲ آبان | شکوفه می‌رقصد | عطا الله خرم     | امین سالمی و فیروز ویسانلو | امیر رفعتی | اسپیناس پالاس - رویال هال | امین سالمی موسسه نوای آفتاب مهر |
| ۱۴۰۲ آبان | سوگند        | بابک افشار       | امین سالمی و فیروز ویسانلو | امیر رفعتی | اسپیناس پالاس - رویال هال | امین سالمی موسسه نوای آفتاب مهر |
| ۱۴۰۲ آبان | تک درخت      | عباس شاپوری      | امین سالمی و فیروز ویسانلو | امیر رفعتی | اسپیناس پالاس - رویال هال | امین سالمی موسسه نوای آفتاب مهر |
| ۱۴۰۲ آبان | مینای دل     | انوشیروان روحانی | امین سالمی و فیروز ویسانلو | امیر رفعتی | اسپیناس پالاس - رویال هال | امین سالمی موسسه نوای آفتاب مهر |

| سال اجرا   | موسیقی فیلم    | آهنگساز             | تنظیم کننده                            | محل اجرا  | تهیه کننده               |
| ---------- | -------------- | ------------------- | -------------------------------------- | --------- | ------------------------ |
| ۱۴۰۳ خرداد | ابو علی سینا   | فرهاد فخرالدینی     | محمدرضا آقایی امین سالمی فیروز ویسانلو | برج میلاد | امین سالمی محمدرضا آقایی |
| ۱۴۰۳ خرداد | کمال الملک     | فرهاد فخرالدینی     | محمدرضا آقایی امین سالمی فیروز ویسانلو | برج میلاد | امین سالمی محمدرضا آقایی |
| ۱۴۰۳ خرداد | سینما پارادیزو | موریکونه            | محمدرضا آقایی امین سالمی فیروز ویسانلو | برج میلاد | امین سالمی محمدرضا آقایی |
| ۱۴۰۳ خرداد | فتح بهشت       | ونجلیس              | محمدرضا آقایی امین سالمی فیروز ویسانلو | برج میلاد | امین سالمی محمدرضا آقایی |
| ۱۴۰۳ خرداد | چشم ببر        | فرانک سالیوان       | محمدرضا آقایی امین سالمی فیروز ویسانلو | برج میلاد | امین سالمی محمدرضا آقایی |
| ۱۴۰۳ خرداد | بازی تاج و تخت | رامین جوادی         | محمدرضا آقایی امین سالمی فیروز ویسانلو | برج میلاد | امین سالمی محمدرضا آقایی |
| ۱۴۰۳ خرداد | پدر خوانده     | نینو روتا           | محمدرضا آقایی امین سالمی فیروز ویسانلو | برج میلاد | امین سالمی محمدرضا آقایی |
| ۱۴۰۳ خرداد | خوب -بد-زشت    | موریکونه            | محمدرضا آقایی امین سالمی فیروز ویسانلو | برج میلاد | امین سالمی محمدرضا آقایی |
| ۱۴۰۳ خرداد | لئون حرفه ای   | اریک سرا            | محمدرضا آقایی امین سالمی فیروز ویسانلو | برج میلاد | امین سالمی محمدرضا آقایی |
| ۱۴۰۳ خرداد | عصر جدید       | چارلی چاپلین        | محمدرضا آقایی امین سالمی فیروز ویسانلو | برج میلاد | امین سالمی محمدرضا آقایی |
| ۱۴۰۳ خرداد | قیصر           | اسفندیار منفرد زاده | محمدرضا آقایی امین سالمی فیروز ویسانلو | برج میلاد | امین سالمی محمدرضا آقایی |
| ۱۴۰۳ خرداد | تایتانیک       | جیمز هورنر          | محمدرضا آقایی امین سالمی فیروز ویسانلو | برج میلاد | امین سالمی محمدرضا آقایی |

| سال اجرا           | موسیقی فیلم          | آهنگساز             | تنظیم کننده                | محل اجرا   | تهیه کننده               |
| ------------------ | -------------------- | ------------------- | -------------------------- | ---------- | ------------------------ |
| ۶ و ۱۹ مهرماه ۱۴۰۳ | ابوعلی سینا          | فرهاد فخرالدینی     | محمدرضا آقایی و امین سالمی | تالار وحدت | امین سالمی محمدرضا آقایی |
| ۶ و ۱۹ مهرماه ۱۴۰۳ | قیصر                 | اسفندیار منفرد زاده | محمدرضا آقایی و امین سالمی | تالار وحدت | امین سالمی محمدرضا آقایی |
| ۶ و ۱۹ مهرماه ۱۴۰۳ | مادر                 | ارسلان کامکار       | محمدرضا آقایی و امین سالمی | تالار وحدت | امین سالمی محمدرضا آقایی |
| ۶ و ۱۹ مهرماه ۱۴۰۳ | دزدان دریایی کارائیب | هانس زیمر           | محمدرضا آقایی و امین سالمی | تالار وحدت | امین سالمی محمدرضا آقایی |
| ۶ و ۱۹ مهرماه ۱۴۰۳ | سینما پارادیزو       | موریکونه            | محمدرضا آقایی و امین سالمی | تالار وحدت | امین سالمی محمدرضا آقایی |
| ۶ و ۱۹ مهرماه ۱۴۰۳ | چشم ببر              | فرانک سایوان        | محمدرضا آقایی و امین سالمی | تالار وحدت | امین سالمی محمدرضا آقایی |
| ۶ و ۱۹ مهرماه ۱۴۰۳ | بازی تاج و تخت       | رامین جوادی         | محمدرضا آقایی و امین سالمی | تالار وحدت | امین سالمی محمدرضا آقایی |
| ۶ و ۱۹ مهرماه ۱۴۰۳ | پدرخوانده            | نینو روتا           | محمدرضا آقایی و امین سالمی | تالار وحدت | امین سالمی محمدرضا آقایی |
| ۶ و ۱۹ مهرماه ۱۴۰۳ | لئون حرفه ای         | اریک سرا            | محمدرضا آقایی و امین سالمی | تالار وحدت | امین سالمی محمدرضا آقایی |
| ۶ و ۱۹ مهرماه ۱۴۰۳ | عصر جدید             | چارلی چاپلین        | محمدرضا آقایی و امین سالمی | تالار وحدت | امین سالمی محمدرضا آقایی |
| ۶ و ۱۹ مهرماه ۱۴۰۳ | تایتانیک             | جیمز هرنر           | محمدرضا آقایی و امین سالمی | تالار وحدت | امین سالمی محمدرضا آقایی |
| ۶ و ۱۹ مهرماه ۱۴۰۳ | آرشین مال آلان       | عزیر حاجی‌بیگف       | محمدرضا آقایی و امین سالمی | تالار وحدت | امین سالمی محمدرضا آقایی |
| ۶ و ۱۹ مهرماه ۱۴۰۳ | ایزل                 | تویگار ایشیکلی      | محمدرضا آقایی و امین سالمی | تالار وحدت | امین سالمی محمدرضا آقایی |
| ۶ و ۱۹ مهرماه ۱۴۰۳ | هرکول پوآرو          | کریستوفر گانینگ     | محمدرضا آقایی و امین سالمی | تالار وحدت | امین سالمی محمدرضا آقایی |
| ۶ و ۱۹ مهرماه ۱۴۰۳ | رومئو و ژولیت        | نینو روتا           | محمدرضا آقایی و امین سالمی | تالار وحدت | امین سالمی محمدرضا آقایی |
| ۶ و ۱۹ مهرماه ۱۴۰۳ | قطار ۳:۱۰ به یوما    | مارکو بلترامی       | محمدرضا آقایی و امین سالمی | تالار وحدت | امین سالمی محمدرضا آقایی |
| ۶ و ۱۹ مهرماه ۱۴۰۳ | ماسک زورو            | جیمز هرنر           | محمدرضا آقایی و امین سالمی | تالار وحدت | امین سالمی محمدرضا آقایی |

| سال اجرا        | نام قطعه          | آهنگساز    | تنظیم کننده   | خواننده        | محل اجرا  |
| --------------- | ----------------- | ---------- | ------------- | -------------- | --------- |
| ۲۶ مهر ماه ۱۴۰۳ | بانوی باران       | بابک زرین  | محمدرضا آقایی | محمدرضا منصوری | برج میلاد |
| ۲۶ مهر ماه ۱۴۰۳ | شهر غمگین         | بابک زرین  | امین سالمی    | محمدرضا منصوری | برج میلاد |
| ۲۶ مهر ماه ۱۴۰۳ | بی ادعا           | بابک زرین  | امین سالمی    | محمدرضا منصوری | برج میلاد |
| ۲۶ مهر ماه ۱۴۰۳ | دردم این است      | بابک زرین  | امین سالمی    | محمدرضا منصوری | برج میلاد |
| ۲۶ مهر ماه ۱۴۰۳ | عشق ادامه‌دار      | بابک زرین  | امین سالمی    | محمدرضا منصوری | برج میلاد |
| ۲۶ مهر ماه ۱۴۰۳ | مدار عقل          | بابک زرین  | امین سالمی    | محمدرضا منصوری | برج میلاد |
| ۲۶ مهر ماه ۱۴۰۳ | طبیب عشق          | بابک زرین  | امین سالمی    | محمدرضا منصوری | برج میلاد |
| ۲۶ مهر ماه ۱۴۰۳ | ای عشق            | بابک زرین  | امین سالمی    | محمدرضا منصوری | برج میلاد |
| ۲۶ مهر ماه ۱۴۰۳ | نیمه شبان         | همایون خرم | بابک زرین     | محمدرضا منصوری | برج میلاد |
| ۲۶ مهر ماه ۱۴۰۳ | ای گل             | همایون خرم | بابک زرین     | محمدرضا منصوری | برج میلاد |
| ۲۶ مهر ماه ۱۴۰۳ | عشق و گناه        | همایون خرم | بابک زرین     | محمدرضا منصوری | برج میلاد |
| ۲۶ مهر ماه ۱۴۰۳ | از من بگذر        | همایون خرم | بابک زرین     | محمدرضا منصوری | برج میلاد |
| ۲۶ مهر ماه ۱۴۰۳ | در میان گلها      | همایون خرم | بابک زرین     | محمدرضا منصوری | برج میلاد |
| ۲۶ مهر ماه ۱۴۰۳ | ایران             | بابک زرین  | بابک زرین     | محمدرضا منصوری | برج میلاد |
| ۲۶ مهر ماه ۱۴۰۳ | طلوع              | بابک زرین  | امین سالمی    | بدون کلام      | برج میلاد |
| ۲۶ مهر ماه ۱۴۰۳ | تو که تموم دنیامی | بابک زرین  | محمدرضا آقایی | بدون کلام      | برج میلاد |

| سال اجرا | موسیقی فیلم و انیمیشن | آهنگساز            | تنظیم کننده                                  | محل اجرا  | تهیه کننده               |
| -------- | --------------------- | ------------------ | -------------------------------------------- | --------- | ------------------------ |
| ۱۴۰۳ آذر | مدرسه موشها           | محمدرضا علیقلی     | محمدرضا آقایی و امین سالمی و محمدصادق فرزانه | برج میلاد | امین سالمی محمدرضا آقایی |
| ۱۴۰۳ آذر | پسر شجاع              | هیروشی یامازاکی    | محمدرضا آقایی و امین سالمی و محمدصادق فرزانه | برج میلاد | امین سالمی محمدرضا آقایی |
| ۱۴۰۳ آذر | فوتبالیست ها          | یوایچی تاکاهاشی    | محمدرضا آقایی و امین سالمی و محمدصادق فرزانه | برج میلاد | امین سالمی محمدرضا آقایی |
| ۱۴۰۳ آذر | آنشرلی                | گئورگ میشل         | محمدرضا آقایی و امین سالمی و محمدصادق فرزانه | برج میلاد | امین سالمی محمدرضا آقایی |
| ۱۴۰۳ آذر | بابا لنگ دراز         | کئو واکاکوزا       | محمدرضا آقایی و امین سالمی و محمدصادق فرزانه | برج میلاد | امین سالمی محمدرضا آقایی |
| ۱۴۰۳ آذر | پانداکونگفو کار       | هانس زیمر          | محمدرضا آقایی و امین سالمی و محمدصادق فرزانه | برج میلاد | امین سالمی محمدرضا آقایی |
| ۱۴۰۳ آذر | شجاع دل               | جیمز هورنر         | محمدرضا آقایی و امین سالمی و محمدصادق فرزانه | برج میلاد | امین سالمی محمدرضا آقایی |
| ۱۴۰۳ آذر | علاالدین              | آلان منکن          | محمدرضا آقایی و امین سالمی و محمدصادق فرزانه | برج میلاد | امین سالمی محمدرضا آقایی |
| ۱۴۰۳ آذر | بچه های مدرسه والت    | یاسوشی آکوتاگاوا   | محمدرضا آقایی و امین سالمی و محمدصادق فرزانه | برج میلاد | امین سالمی محمدرضا آقایی |
| ۱۴۰۳ آذر | باز مدرسه ام دیر شد   | محمد شمس           | محمدرضا آقایی و امین سالمی و محمدصادق فرزانه | برج میلاد | امین سالمی محمدرضا آقایی |
| ۱۴۰۳ آذر | پری دریایی            | آلان منکن          | محمدرضا آقایی و امین سالمی و محمدصادق فرزانه | برج میلاد | امین سالمی محمدرضا آقایی |
| ۱۴۰۳ آذر | اوشین                 | کوئیچی ساکاتا      | محمدرضا آقایی و امین سالمی و محمدصادق فرزانه | برج میلاد | امین سالمی محمدرضا آقایی |
| ۱۴۰۳ آذر | دیو و دلبر            | آلان منکن          | محمدرضا آقایی و امین سالمی و محمدصادق فرزانه | برج میلاد | امین سالمی محمدرضا آقایی |
| ۱۴۰۳ آذر | لیست شیندلر           | جان ویلیامز        | محمدرضا آقایی و امین سالمی و محمدصادق فرزانه | برج میلاد | امین سالمی محمدرضا آقایی |
| ۱۴۰۳ آذر | کلاه قرمری            | محمدرضا علیقلی     | محمدرضا آقایی و امین سالمی و محمدصادق فرزانه | برج میلاد | امین سالمی محمدرضا آقایی |
| ۱۴۰۳ آذر | آقای حکایتی           | بهرام دهقانیار     | محمدرضا آقایی و امین سالمی و محمدصادق فرزانه | برج میلاد | امین سالمی محمدرضا آقایی |
| ۱۴۰۳ آذر | ماسک زورو             | جیمز هرنر          | محمدرضا آقایی و امین سالمی و محمدصادق فرزانه | برج میلاد | امین سالمی محمدرضا آقایی |
| ۱۴۰۳ آذر | گل یخ ( EDELWEIESS )  | ریچارد راجرز       | محمدرضا آقایی و امین سالمی و محمدصادق فرزانه | برج میلاد | امین سالمی محمدرضا آقایی |
| ۱۴۰۳ آذر | اشک ها و لبخند ها     | ریچارد راجرز       | محمدرضا آقایی و امین سالمی و محمدصادق فرزانه | برج میلاد | امین سالمی محمدرضا آقایی |
| ۱۴۰۳ آذر | کارآگاه گجت           | شوکی لوی           | محمدرضا آقایی و امین سالمی و محمدصادق فرزانه | برج میلاد | امین سالمی محمدرضا آقایی |
| ۱۴۰۳ آذر | شرک                   | هری گرگسون ویلیامز | محمدرضا آقایی و امین سالمی و محمدصادق فرزانه | برج میلاد | امین سالمی محمدرضا آقایی |

| سال اجرا  | قطعات                | آهنگساز          | تنظیم کننده                | محل اجرا   | تهیه کننده         |
| --------- | -------------------- | ---------------- | -------------------------- | ---------- | ------------------ |
| بهمن 1403 | پانداکونگفو کار      | هانس زیمر        | امین سالمی و محمدرضا آقایی | تالار وحدت | جشنواره موسیقی فجر |
| بهمن 1403 | بچه های مدرسه والت   | یاسوشی آکوتاگاوا | امین سالمی و محمدرضا آقایی | تالار وحدت | جشنواره موسیقی فجر |
| بهمن 1403 | علاالدین             | آلان منکن        | امین سالمی و محمدرضا آقایی | تالار وحدت | جشنواره موسیقی فجر |
| بهمن 1403 | دزدان دریایی کارائیب | هانس زیمر        | امین سالمی و محمدرضا آقایی | تالار وحدت | جشنواره موسیقی فجر |
| بهمن 1403 | سینما پارادیزو       | موریکونه         | امین سالمی و محمدرضا آقایی | تالار وحدت | جشنواره موسیقی فجر |
| بهمن 1403 | چشم ببر              | فرانک سایوان     | امین سالمی و محمدرضا آقایی | تالار وحدت | جشنواره موسیقی فجر |
| بهمن 1403 | بازی تاج و تخت       | رامین جوادی      | امین سالمی و محمدرضا آقایی | تالار وحدت | جشنواره موسیقی فجر |
| بهمن 1403 | پدرخوانده            | نینو روتا        | امین سالمی و محمدرضا آقایی | تالار وحدت | جشنواره موسیقی فجر |
| بهمن 1403 | لئون حرفه ای         | اریک سرا         | امین سالمی و محمدرضا آقایی | تالار وحدت | جشنواره موسیقی فجر |
| بهمن 1403 | عصر جدید             | چارلی چاپلین     | امین سالمی و محمدرضا آقایی | تالار وحدت | جشنواره موسیقی فجر |
| بهمن 1403 | فتح بهشت             | ونجلیس           | امین سالمی و محمدرضا آقایی | تالار وحدت | جشنواره موسیقی فجر |
| بهمن 1403 | آرشین مال آلان       | عزیر حاجی‌بیگف    | امین سالمی و محمدرضا آقایی | تالار وحدت | جشنواره موسیقی فجر |
| بهمن 1403 | ایزل                 | تویگار ایشیکلی   | امین سالمی و محمدرضا آقایی | تالار وحدت | جشنواره موسیقی فجر |
| بهمن 1403 | هرکول پوآرو          | کریستوفر گانینگ  | امین سالمی و محمدرضا آقایی | تالار وحدت | جشنواره موسیقی فجر |
| بهمن 1403 | ماسک زورو            | جیمز هرنر        | امین سالمی و محمدرضا آقایی | تالار وحدت | جشنواره موسیقی فجر |